# Hebe subalpina
Hebe subalpina é uma espécie de planta do gênero Hebe.